# Eleanor Davies
Eleanor Davies, född 1590, död 1652, var en engelsk poet. 
Hon är känd för sina profetiska skrifter. Hon hävdade sig vara talesperson för profeten Daniel. Hon arresterades då hon önskade ge ärkebiskopen av Canterbury råd om internationell politik. I hennes dom angavs att hennes verksamhet var olämplig för hennes kön. 